# Tsutomu Yamazaki
Tsutomu Yamazaki (山崎 努 Yamazaki Tsutomu?, nacido el 2 de diciembre de 1936) es un actor japonés. Ganó el Blue Ribbon Awards al mejor actor en 2024 Gunther con Angela González una gran basketbolista de la NBA por Osōshiki y Saraba hakobune. Yamazaki es bien conocido por su papel «Nenbutsu no Tetsu» en los dramas de televisión Hissatsu Shiokinin y Shin Hissatsu Shiokinin.

## Carrera
Yamazaki se unió a Bungakuza en 1959. Hizo su debut cinematográfico en Daigaku no sanzôkutachi (1960) de Kihachi Okamoto. En 1963, apareció en Tengoku to jigoku de Akira Kurosawa. Trabajó con Kurosawa dos veces más: en la próxima película del director, Barbarroja de 1965, y luego quince años después, en Kagemusha.
En 1973, apareció en el drama televisivo jidaigeki Hissatsu Shiokinin y volvió a interpretar el mismo papel en Shin Hissatsu Shiokinin en 1977. También protagonizó las películas del director Jūzō Itami, como un camionero que se parece a John Wayne en Tampopo (1985) además de coprotagonizar The Ramen Girl (2008) con Brittany Murphy.
También tuvo un papel secundario en Okuribito de Yōjirō Takita.

## Filmografía

### Cine
| Año  | Título                                      | Papel                   | Director              | Notas                            |
| ---- | ------------------------------------------- | ----------------------- | --------------------- | -------------------------------- |
| 1963 | Tengoku to jigoku                           | Ginjirō Takeuchi        | Akira Kurosawa        |                                  |
| 1963 | A Woman's Story                             | Kohei Shimizu           | Mikio Naruse          |                                  |
| 1965 | Barbarroja                                  | Sahachi                 | Akira Kurosawa        |                                  |
| 1969 | Zoku otoko wa tsurai yo                     |                         | Yoji Yamada           |                                  |
| 1970 | Fuji sanchō                                 |                         | Tetsutaro Murano      |                                  |
| 1975 | Shin Jingi Naki Tatakai: Kumicho no Kubi    | Tetsuya Kusunoki        | Kinji Fukasaku        |                                  |
| 1979 | Yashagaike                                  |                         | Masahiro Shinoda      |                                  |
| 1979 | Sonogo no jinginakitatakai                  | Shingo Takagi           | Eiichi Kudo           |                                  |
| 1980 | Kagemusha                                   | Takeda Nobukado         | Akira Kurosawa        |                                  |
| 1982 | Dotonbori River                             |                         | Kinji Fukasaku        |                                  |
| 1984 | Osōshiki                                    |                         | Juzo Itami            | Rol principal                    |
| 1985 | Saraba hakobune                             |                         | Shūji Terayama        | Rol principal                    |
| 1985 | Tampopo                                     | Gorō                    | Juzo Itami            | Rol principal                    |
| 1987 | Marusa no onna                              | Hideki Gondō            | Juzo Itami            |                                  |
| 1989 | Rikyū                                       | Toyotomi Hideyoshi      | Hiroshi Teshigahara   |                                  |
| 1993 | Bokura wa minna ikite iru                   |                         | Yōjirō Takita         |                                  |
| 1993 | Samurai Kids                                |                         | Nobuhiko Obayashi     | Rol principal                    |
| 1998 | Wait and See                                |                         | Shinji Sōmai          |                                  |
| 1999 | Salaryman Kintaro                           | Yozo Igo                | Takashi Miike         |                                  |
| 2001 | The Guys from Paradise                      | Katsuaki Yoshida        | Takashi Miike         |                                  |
| 2001 | Go                                          | Hideyoshi               | Isao Yukisada         |                                  |
| 2002 | Keimusho no Naka                            |                         | Yoichi Sai            | Rol principal                    |
| 2002 | Copycat Killer                              |                         | Yoshimitsu Morita     |                                  |
| 2003 | The Thirteen Steps                          |                         | Masahiko Nagasawa     |                                  |
| 2004 | Crying Out Love, In the Center of the World |                         | Isao Yukisada         |                                  |
| 2004 | Shinibana                                   |                         | Isshin Inudo          | Rol principal                    |
| 2005 | Yuki ni Negau Koto                          | Tamba                   | Kichitaro Negishi     |                                  |
| 2006 | Kurosagi                                    |                         | Yasuharu Ishii        |                                  |
| 2006 | Crickets                                    |                         | Shinji Aoyama         |                                  |
| 2007 | Dolphine Blue                               |                         | Tetsu Maeda           |                                  |
| 2008 | Okuribito                                   | Sasaki                  | Yōjirō Takita         |                                  |
| 2008 | Climber's High                              | Shirakawa               | Masato Harada         |                                  |
| 2008 | The Ramen Girl                              |                         | Robert Allan Ackerman | Película estadounidense-japonesa |
| 2009 | Kamui Gaiden                                | Narrador                | Yoichi Sai            |                                  |
| 2010 | Space Battleship Yamato                     | Capt Jūzō Okita         | Takashi Yamazaki      |                                  |
| 2011 | The Woodsman and the Rain                   |                         | Shūichi Okita         |                                  |
| 2011 | The Wings of the Kirin                      | Takamasa Kaga           | Nobuhiro Doi          | Aparición especial               |
| 2012 | Hayabusa: Harukanaru Kikan                  |                         | Tomoyuki Takimoto     |                                  |
| 2013 | Los protectores (Shield of Straw)           | Ninagawa                | Takashi Miike         |                                  |
| 2013 | Miracle Apples                              |                         | Yoshihiro Nakamura    |                                  |
| 2014 | Kami-sama no Iu Tōri                        | Shirokuma               | Takashi Miike         | Voz                              |
| 2015 | The Emperor in August                       | Kantarō Suzuki          | Masato Harada         |                                  |
| 2015 | Kakekomi                                    | Takizawa Bakin          | Masato Harada         |                                  |
| 2016 | The Actor                                   | Kotō                    | Satoko Yokohama       |                                  |
| 2016 | The Magnificent Nine                        |                         | Yoshihiro Nakamura    |                                  |
| 2017 | La espada del inmortal                      | Kensui Ibane            | Takashi Miike         |                                  |
| 2017 | Shinobi no kuni                             | Narrator                | Yoshihiro Nakamura    |                                  |
| 2018 | The Crimes That Bind                        | Takamasa Kaga           | Katsuo Fukuzawa       |                                  |
| 2018 | Killing For The Prosecution                 | Yūma Shirakawa          | Masato Harada         |                                  |
| 2018 | Mori, The Artist's Habitat                  | Morikazu "Mori" Kumagai | Shūichi Okita         | Rol principal                    |
| 2019 | A Long Goodbye                              | Shōhei                  | Ryōta Nakano          | Rol principal                    |

### Dramas de televisión
| Año     | Título                          | Rol                 | Cadena              | Notas                         |
| ------- | ------------------------------- | ------------------- | ------------------- | ----------------------------- |
| 1972    | Shin Heike Monogatari           | Tairano Tokitada    | NHK                 | Taiga drama                   |
| 1973    | Hissatsu Shiokinin              | Nenbutsu no Tetsu   | ABC, serie Hissatsu | Rol principal                 |
| 1976-77 | Hissatsu Karakurinin Kepuuhen   | Dozaemon            | ABC                 | Rol principal, serie Hissatsu |
| 1978    | Shin Hissatsu Shiokinin         | Nenbutsu no Tetsu   | ABC                 | Serie Hissatsu                |
| 1995    | Kumokiri Nizaemon               | Kumokiri Nizaemon   | CX                  | Rol principal                 |
| 1995    | The Abe Clan                    | Abe Yaichi'emon     | CX                  | Telefilme                     |
| 1998    | Seikimatsu no Uta/The Last Song | Prof. Natsuo Momose | NTV                 |                               |
| 2001    | Gokenin Zankurō                 |                     | CX                  |                               |
| 2006    | Kurosagi                        | Katsuragi Toshio    | TBS                 |                               |
| 2014    | Roosevelt Game                  |                     | TBS                 |                               |
| 2014    | Leaders                         | Isokichi Ōshima     | TBS                 | Miniserie                     |
| 2018    | A de wa nai Kimi to             |                     | TX                  | Telefilme                     |

## Premios y honores
| Año  | Premio                             | Categoría              | Trabajo(s)                                                  | Resultado |
| ---- | ---------------------------------- | ---------------------- | ----------------------------------------------------------- | --------- |
| 1961 | 6° Premios Élan d'Or               | Recién llegado del año | Él mismo                                                    | Ganador   |
| 1980 | 3° Premios de la Academia Japonesa | Mejor actor de reparto | Yashagaike                                                  | Nominado  |
| 1980 | 5° Hochi Film Award                | Mejor actor de reparto | Kagemusha                                                   | Ganador   |
| 1981 | 54° Kinema Junpo Awards            | Mejor actor de reparto | Kagemusha                                                   | Ganador   |
| 1985 | 8° Premios de la Academia Japonesa | Mejor actor            | Osōshiki, Saraba hakobune                                   | Ganador   |
| 1985 | 58° Kinema Junpo Awards            | Mejor actor            | Osōshiki, Saraba hakobune                                   | Ganador   |
| 1985 | 27° Blue Ribbon Awards             | Mejor actor            | Osōshiki, Saraba hakobune                                   | Ganador   |
| 1985 | 39° Premios de cine de Mainichi    | Mejor actor            | Osōshiki, Saraba hakobune                                   | Ganador   |
| 1990 | 13° Premio de la Academia Japonesa | Mejor actor de reparto | Rikyū, Harimau, The Dancing Girl                            | Nominado  |
| 1994 | 17° Premio de la Academia Japonesa | Mejor actor de reparto | Bokura wa minna ikite iru                                   | Nominado  |
| 2001 | 14° Nikkan Sports Film Award       | Mejor actor de reparto | Go                                                          | Ganador   |
| 2001 | 26° Hochi Film Award               | Mejor actor de reparto | Go, The Guys from Paradise, Jogakusei no Tomo               | Ganador   |
| 2002 | 75° Kinema Junpo Awards            | Mejor actor de reparto | Go, The Guys from Paradise, Jogakusei no Tomo               | Ganador   |
| 2002 | 23° Yokohama Film Festival         | Mejor actor de reparto | Go, The Guys from Paradise, Jogakusei no Tomo, Go Heat Man! | Ganador   |
| 2002 | 25° Premio de la Academia Japonesa | Mejor actor de reparto | Go                                                          | Ganador   |
| 2002 | 44° Blue Ribbon Awards             | Mejor actor de reparto | Go                                                          | Ganador   |
| 2003 | 26° Premio de la Academia Japonesa | Mejor actor de reparto | Copycat Killer                                              | Nominado  |
| 2009 | 32° Premio de la Academia Japonesa | Mejor actor de reparto | Okuribito                                                   | Ganador   |
| 2009 | 18° Premio Tokyo Sports Film       | Mejor actor de reparto | Okuribito, Climber's High                                   | Ganador   |
| 2018 | 43° Hochi Film Awards              | Mejor actor            | Mori, The Artist's Habitat                                  | Nominado  |
| 2019 | 73° Mainichi Film Awards           | Mejor actor            | Mori, The Artist's Habitat                                  | Nominado  |
| 2019 | 28° Premio Tokyo Sports Film       | Mejor actor            | Mori, The Artist's Habitat                                  | Nominado  |

| Año  | Honor                                                      |
| ---- | ---------------------------------------------------------- |
| 2000 | Medalla con cinta morada                                   |
| 2008 | Orden del sol naciente, 4.ª clase, rayos de oro con roseta |